# 구도
구도(構圖)는 미술에서 미적 효과를 얻기 위해 여러 가지 부분을 전체적으로 조화롭게 배치하는 수단을 가리킨다.
근대 조형미술에서는 문학이나 종교나 다른 문학에로의 예속성(隸屬性)을 탈피하고, 빛깔이나 형의 조립, 즉 조형성 그 자체의 추구에 표현 활동의 중점이 놓이게 되었는데, 그 하나의 표징으로서 기하도형(幾何圖形)이나 부정형(不定形)의 조합에 의하여 작화(作畵)되고, 단순히 <작품> , <콤퍼지션>이라고만 제명이 붙여져 있는 작품도 있다. 이들 작품에서는 조립 그 자체가 표현의 테마가 되고, 조립 그 자체가 작품의 가치를 결정하게 된다. 추상적이고 합리적인 구성을 추구하고, 오브제 따위에 의한 기하학적인 공간의 구성을 목표로 하는 구성주의(構成主義) 예술 운동을 야기시켜서 조각이나 공예나 선전 미술 등에 널리 채용되었다. 구상·비구상의 구별 없이 평면 작품의 조립이 나쁜 것을 '데생이 없다'거나 '데생이 약하다'고 말한다.
조소(彫塑) 제작의 경우에는 우선 굴대(軸)를 만들고 그 위에 찰흙을 붙여 나가는데, 축은 작품의 골조(骨組)를 결정하는 것으로서 지극히 신중하게 만들어진다. 건축 또는 공예작품 따위의 조립을 구조라고도 할 수 있다. 그리고 구조는 부분적인 형이나 빛깔 따위의 것 이상으로 제각기 이행되지 않으면 안 될 용도 즉 기능이나 조립의 재료(목재나 콘크리트 제품)에 따라 결정될 필요가 있고, 또한 조립의 견뢰성(堅牢性)이 요구되지 않으면 안 된다.

## 같이 보기
- 페이지 레이아웃